# FAMAE FD-200
El FAMAE FD-200 es un fusil de francotirador semiautomático chileno, que emplea el cartucho métrico 7,62 x 51 OTAN para FFAA y  .308 Winchester en su versión civil.
Tuvo una producción limitada a principios de los 2000. Su diseño está basado en el fusil de asalto suizo SIG SG 540 fabricado bajo licencia, todos los elementos mecánicos son de fabricación chilena, con objeto de ser un arma semiautomática. Tiene culata y guardamanos de madera, puntos de fijación de mira telescópica y un cañón "de precisión". El FD-2000, que es la versión tiro a tiro del FD-200, ha tenido algunas ventas a civiles, pero solamente en Chile.